# فمینیسم در آفریقای جنوبی

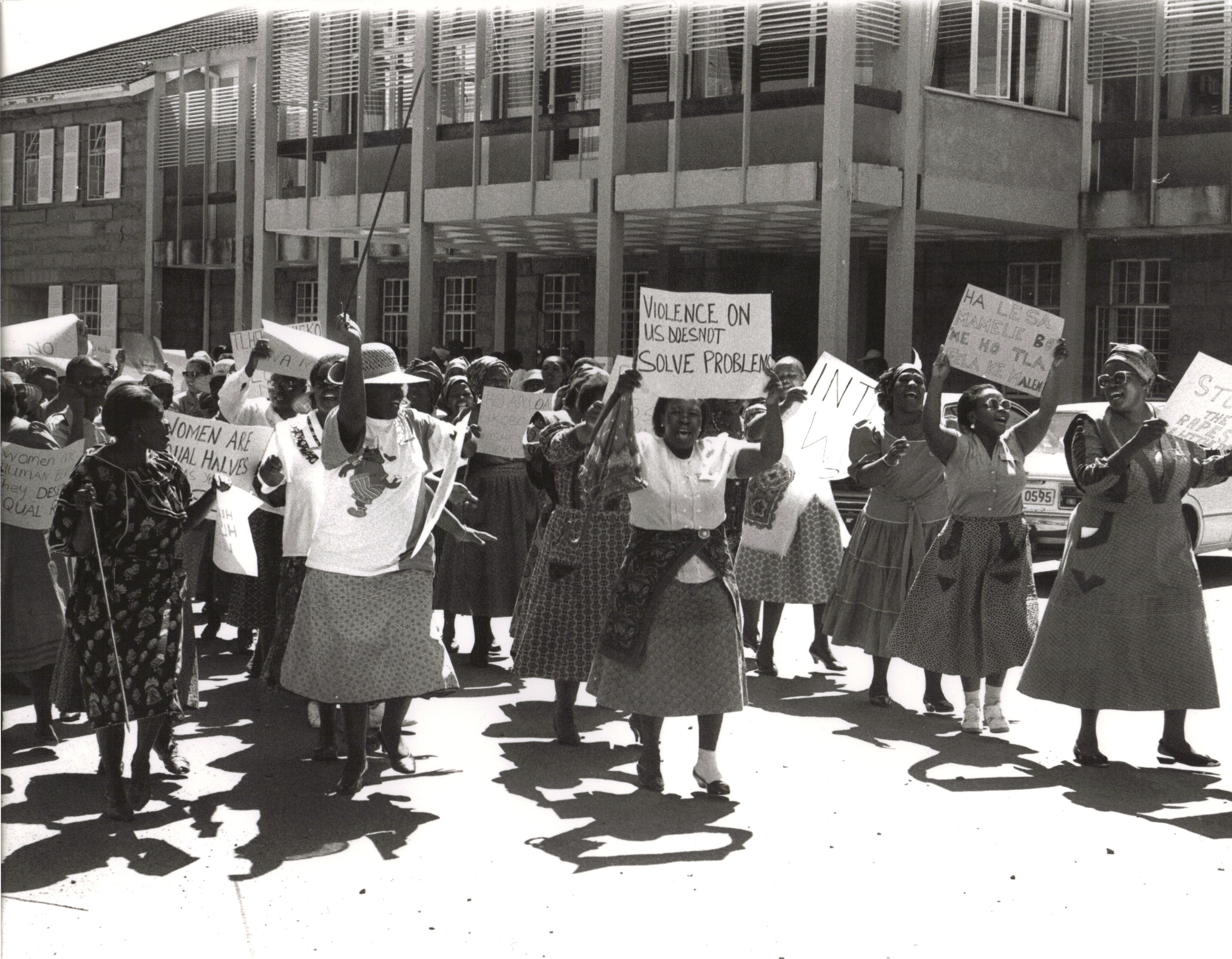
آفریقای جنوبی روز ملی زن را در ۹ ۱وت جشن می‌گیرد.

فمینیسم در آفریقای جنوبی به تلاش‌های سازمان‌یافته برای بهبود حقوق دختران و زنان این کشور اشاره دارد. این تلاش‌ها از یک سو با مسائل فمینیسم و برابری جنسیتی و از سوی دیگر با موضوعات برابری نژادی و آزادی‌های سیاسی برای گروه‌های قومی آفریقایی و سایر گروه‌های غیر سفیدپوست آفریقای جنوبی پیوند خورده است. تلاش‌های اولیه فمینیستی بر حق رأی زنان سفیدپوست متمرکز بود که به آن‌ها اجازه داد از دهه ۱۹۳۰ در انتخابات رأی دهند. همچنین فعالیت‌های چشمگیر در دهه ۱۹۵۰ برای مطالبه دستمزد برابر میان زنان و مردان صورت گرفت. دهه ۱۹۸۰ نقطه عطف بزرگی در پیشرفت وضعیت زنان آفریقای جنوبی بود و در سال ۱۹۹۴، پس از پایان رژیم آپارتاید، جایگاه زنان با تغییراتی در قانون اساسی کشور تقویت شد. از زمان پایان آپارتاید، فمینیسم در آفریقای جنوبی به بخشی از فرایند رهایی و دموکراتیزه شدن کشور تبدیل شده است، با این حال، این جنبش همچنان با دیدگاه‌های محافظه‌کارانه و مردسالارانه ریشه‌دار در برخی بخش‌های جامعه آفریقای جنوبی دست‌وپنجه نرم می‌کند.

## تاریخچه

### کلیات
فمینیسم در آفریقای جنوبی تحت تأثیر مبارزات برای برابری سیاسی و نژادی و همچنین مبارزات ملی و فراملی برای برابری جنسیتی شکل گرفته است. زنان در آفریقای جنوبی به‌طور تاریخی با انواع تبعیض‌های نهادینه‌شده توسط دولت و جامعه مواجه بوده‌اند، از جمله تبعیض در دستمزد. به عنوان مثال، تا سال ۱۹۸۳ همه زنان حق رأی نداشتند و تبعیض جنسیتی فرهنگی از طریق خشونت شدید علیه زنان نمود پیدا می‌کرد. آفریقای جنوبی نرخ بالایی از تجاوز جنسی و خشونت خانگی دارد که اغلب گزارش نمی‌شود. تقریباً یک‌سوم دختران نوجوان گزارش داده‌اند که تا سن ۱۶ سالگی مورد اجبار جنسی توسط مردان قرار گرفته‌اند. این آمار به نرخ بالای آزار جنسی و تعرض علیه زنان در مراحل بعدی زندگی منجر شده است.
در واکنش به این مسائل و از سر ناچاری برای تغییر در دوران ناپایداری سیاسی دهه ۱۹۸۰، فمینیسم در آفریقای جنوبی شروع به جلب توجه کرد و زنان نقش فعال‌تری در سیاست به عهده گرفتند. به‌طور خاص، فمینیسم در آفریقای جنوبی در سال ۱۹۹۴، هنگامی که قانون اساسی برای سازگاری با یک جامعه دموکراتیک پسا آپارتاید بازنویسی می‌شد، جان تازه‌ای گرفت. در این مرحله بازسازی اجتماعی، زنان متحد شدند و برای جایگاه برابرتر در چارچوب قانون اساسی لابی کردند. زنان از دموکراتیزه شدن آفریقای جنوبی بهره‌مند شدند، زیرا بیشترین تأثیرات و ستم‌ها را از سرکوب دولتی مردسالار متحمل شده بودند. اتحاد اولیه جنبش حقوق زنان در جریان مذاکرات قانون اساسی، انگیزه‌ای برای دیگر فعالیت‌های مرتبط با حقوق زنان و شرایط اجتماعی ایجاد کرد. این جنبش‌های پیشرو بعدها به‌عنوان یکی از اولین نمونه‌های فمینیسم مدرن در آفریقای جنوبی شناخته شدند. جنبش فمینیستی دهه ۱۹۹۰ در آفریقای جنوبی همچنین از حضور پرشتاب جنبش‌های برجسته حقوق زنان در کشورهای همسایه آفریقایی مانند زیمبابوه و موزامبیک الهام گرفت؛ جایی که زنان با موفقیت خود را سازمان‌دهی کردند و برای تبدیل نیازهای خود به اولویت دولت لابی نمودند.
در جریان گذار کشور به دموکراسی چندنژادی در اواسط دهه ۱۹۹۰، فمینیسم در آفریقای جنوبی به فرایند بازسازی اجتماعی و سیاسی کمک کرد و برای ایجاد جامعه‌ای غیرنژادپرستانه و غیر جنسیت‌زده تلاش نمود.
فمینیسم معاصر در آفریقای جنوبی همچنان با پرسش‌هایی دربارهٔ نقش فمینیسم در مبارزات گسترده‌تر ملی و بین‌المللی برای برابری طبقاتی و نژادی درگیر است. فمینیسم در آفریقای جنوبی با برنامه فمینیسم جهانی هم‌راستاست که به‌عنوان پروژه‌ای مداوم برای فروپاشی و به چالش کشیدن دوگانگی‌ها و تقسیم‌بندی‌های میان مردان و زنان در نگاه جامعه و دولت طراحی شده است. نظریه فمینیسم جهانی ادعا می‌کند که دوگانگی‌های انحصاری میان مردان و زنان، بنیانی برای قوانین و رویه‌های تبعیض‌آمیز فراهم می‌کنند. فمینیست‌های مدرن آفریقای جنوبی در پی فروپاشی این دوگانگی‌ها از طریق سیاسی کردن زندگی زنان و مطالبه قوانین برابری جنسیتی هستند.

### حق رأی زنان و مشارکت مدنی
در آفریقای جنوبی، مبارزه برای حق رأی زنان از سال ۱۸۸۹ آغاز شد و عمدتاً توسط انجمن حق رأی زنان اتحادیه هدایت می‌شد. زنان سفیدپوست در سال ۱۹۳۰ حق رأی به دست آوردند. اولین انتخابات عمومی که زنان در آن شرکت کردند، انتخابات سال ۱۹۳۳ بود. به دلیل ساختار مردسالارانه‌ای که در هنجارهای فرهنگی و نهادهای حاکمیتی آفریقای جنوبی ریشه دوانده بود، زنان در مبارزه برای برابری با مشکلات فراوانی مواجه شدند، به‌ویژه زنان رنگین‌پوست که به دلیل تاریخچه نژادی خاص این کشور، با آسیب‌های بیشتری به خاطر آپارتاید روبه‌رو بودند.زنان آسیایی و رنگین‌پوست در آفریقای جنوبی در سال ۱۹۸۳، بیش از پنج دهه پس از اعطای حق رأی به زنان سفیدپوست، حق رأی به دست آوردند.
در سال ۱۹۳۳، لیلا رایت، همسر دنیس رایتز، به‌عنوان اولین زن عضو پارلمان انتخاب شد.
سازمان «کمربند سیاه» در دهه ۱۹۵۰ تأسیس شد؛ ابتدا تحت عنوان «انجمن دفاع از قانون اساسی زنان» شناخته می‌شد، اما بعدها توسط رسانه‌ها به «کمربند سیاه» معروف شد، زیرا زنان در جلسات اعتراضی این سازمان کمربندهای سیاه می‌پوشیدند.در این دوره، اعضای کمربند سیاه علیه حذف رأی‌دهندگان رنگین‌پوست یا دورگه از فهرست رأی‌دهندگان در استان کیپ توسط دولت حزب ملی مبارزه کردند. با گسترش سیستم آپارتاید به تمام جنبه‌های زندگی در آفریقای جنوبی، اعضای کمربند سیاه علیه دیگر قوانین آپارتاید تظاهرات کردند. این سازمان بعدها دفاتر مشاوره‌ای را افتتاح کرد تا اطلاعات مربوط به حقوق قانونی را به آفریقایی‌های غیر سفیدپوست که تحت تأثیر این قوانین بودند، ارائه دهد.
در تاریخ ۲ مه ۱۹۹۰، کنگره ملی آفریقا بیانیه‌ای تحت عنوان «بیانیه کمیته اجرایی ملی کنگره ملی آفریقا دربارهٔ رهایی زنان در آفریقای جنوبی» منتشر کرد که اولین اذعان ملی به نیاز به برابری جنسیتی برای پیشبرد یک ملت واقعاً دموکراتیک بود. این بیانیه همچنین به عدم توازن چشمگیر حضور زنان در مناصب دولتی اشاره داشت و آن را زیان‌بار دانست، زیرا دیدگاه‌ها و مسائل زنان اغلب نادیده گرفته می‌شوند. این سند در ابتدا مورد ستایش فمینیست‌های آفریقای جنوبی قرار گرفت، اما در سال‌های بعد زنان از کنگره به دلیل عدم اقدام برای رفع مشکلات مطرح‌شده در بیانیه انتقاد کردند.
با این حال، از سال ۱۹۹۰ زنان جایگاه‌های بیشتری در قدرت دولتی به دست آورده‌اند و امروزه آفریقای جنوبی در میان پنج کشور برتر آفریقایی با نمایندگی بالای زنان در مجلس ملی قرار دارد. این بهبود عمدتاً به دلیل سهمیه‌های اجباری‌ای است که احزاب سیاسی در آفریقای جنوبی برای تضمین حداقل نمایندگی زنان در مناصب دولتی ملزم به رعایت آن هستند.

### دستمزد برابر
پیش‌تر تلقی جامعه بر این اساس بود که مردان منبع اصلی درآمد خانوار هستند و دستمزد زنان مکمل درآمد خانواده است. چنین دیدگاهی اکنون در میان خانواده‌های آفریقای جنوبی کمتر رایج شده است، زیرا زنان و مردان بیشتری از ازدواج خودداری می‌کنند و نرخ طلاق افزایش یافته، که منجر به خانوارهای تک‌درآمدی شده است.
اگرچه در آفریقای جنوبی پرداخت دستمزد بیشتر یا کمتر به هر یک از جنسیت‌ها برای کار یکسان غیرقانونی است، زنان به انتخاب خود در زمینه‌های شغلی‌ای فعالیت می‌کنند که از نظر مالی کم‌ارزش تلقی می‌شوند، و این امر شکاف کلی دستمزد میان مردان و زنان را به همراه داشته است. برابری دستمزد در آفریقای جنوبی از نظر قانونی محقق شده، اما در عمل خیر. زنان در زمینه‌های پردرآمد به‌طور میانگین ساعات کمتری نسبت به همتایان مرد خود کار می‌کنند، زیرا درگیر مسئولیت فرزندان و مسائل خانوادگی هستند. این شکاف دستمزد میراث نسل‌ها نابرابری جنسیتی است، و زنان به‌طور پیوسته در حال پیشرفت هستند و در برخی زمینه‌های علوم، فناوری، مهندسی و ریاضیات مانند زیست‌شناسی، گیاه‌شناسی و آمار برای دهه‌ها پیشتاز بوده‌اند.
در سال ۲۰۱۷، مجمع جهانی اقتصاد تخمین زد که درآمد تخمینی (بر اساس برابری قدرت خرید) در آفریقای جنوبی برای زنان ۹٬۹۳۸ دلار آمریکا و برای مردان ۱۶٬۶۳۵ دلار آمریکا بوده است. در آفریقای جنوبی، نسبت کار بدون دستمزد، که به عنوان مسئولیت‌های والدین شناخته می‌شود، برای زنان ۵۶٫۱ و برای مردان ۲۵٫۹ است.

### قوانین ضد تبعیض
در تاریخ ۹ اوت ۱۹۵۶، ۲۰٬۰۰۰ زن در مقابل ساختمان‌های اتحادیه در پرتوریا راهپیمایی اعتراضی برگزار کردند تا علیه تبعیض برای زنان اعتراض کنند. این راهپیمایی تحت پرچم فدراسیون زنان آفریقای جنوبی (FSAW) سازمان‌دهی شد. این روز بعدها به‌عنوان روز ملی زنان در آفریقای جنوبی شناخته شد.
قانون اموال زناشویی شماره ۸۸ در تاریخ ۱ نوامبر ۱۹۸۴ تصویب شد و تسلط اقتصادی، اجتماعی، قانونی و ملکی مردان بر زنان متأهل سفیدپوست، هندی و رنگین‌پوست را لغو کرد. پیش از این قانون، زنان پس از ازدواج از نظر قانونی به‌عنوان افراد صغیر تلقی می‌شدند که آن‌ها را از هرگونه حمایت قانونی یا آزادی‌های اجتماعی فردی محروم می‌کرد و مقرر می‌داشت که تمام دارایی‌های اقتصادی یا ملکی تحت تکلف مرد باشد. در تاریخ ۲ دسامبر ۱۹۸۸، این قانون اصلاح شد تا زنان آفریقایی در ازدواج حقوق خود را داشته باشند.
پس از اولین انتخابات دموکراتیک کشور در سال ۱۹۹۴، بسیاری از قوانین تبعیض‌آمیز در آفریقای جنوبی لغو و با قانون خشونت خانگی سال ۱۹۹۸ جایگزین شدند. قانون اساسی سال ۱۹۹۴ همچنین اولین کمیسیون برابری جنسیتی را تأسیس کرد تا اطمینان حاصل شود که حقوق و حمایت‌های مشخص‌شده در قانون اساسی جدید رعایت، دنبال و با نیازهای در حال تحول زنان آفریقای جنوبی سازگار می‌شوند.

### قانون تجاوز زناشویی
در آفریقای جنوبی، به‌طور سنتی این امکان وجود داشت که فردی با همسر خود رابطه غیر توافقی داشته باشد و این عمل به‌عنوان تجاوز تلقی نشود. کمیسیون قانون در سال ۱۹۸۷ قانونی را پیشنهاد کرد که تجاوز زناشویی را در آفریقای جنوبی جرم‌انگاری می‌کرد. وزیر دادگستری این لایحه را به یک کمیته مقدماتی ارائه داد، اما این کمیته پیش‌نویس را رد کرد. این لایحه بازنگری شد تا تجاوز زناشویی به‌عنوان یک شرایط تشدیدکننده در محکومیت برای تعرض در نظر گرفته شود. لایحه بازنویسی‌شده توسط پارلمان پذیرفته شد و در سال ۱۹۸۹ به بخشی از قوانین آفریقای جنوبی تبدیل شد. دلیل اینکه پارلمان در ابتدا نمی‌خواست تجاوز زناشویی را جرم‌انگاری کند این بود که معتقد بودند این اقدام ممکن است نرخ طلاق را که در آن زمان در آفریقای جنوبی بالا بود، افزایش دهد. از نظر قوانین آفریقای جنوبی، تجاوز زناشویی به اندازه تجاوز «معمولی» جدی تلقی نمی‌شد و بنابراین نباید پیامدهای سخت‌گیرانه‌ای به دنبال داشته باشد.
در سال ۱۹۹۳، آفریقای جنوبی قانون پیشگیری از خشونت خانوادگی را تصویب کرد. این قانون تجاوز زناشویی و سایر اشکال خشونت خانگی را جرم‌انگاری کرد. تجاوز زناشویی اکنون به‌عنوان بخشی از جرم تجاوز طبقه‌بندی و ادغام شده است. این قانون همچنین «قاعده احتیاطی» را لغو کرد که به قاضی اجازه می‌داد دربارهٔ اعتبار ادعای یک بازمانده تجاوز قضاوت کند.
آفریقای جنوبی به‌عنوان یکی از پیشروترین کشورهای آفریقایی در زمینه حقوق زنان شناخته می‌شود. با این حال، در رابطه با تجاوز زناشویی، هنوز کارهای زیادی باید انجام شود. تجاوز زناشویی به‌طور عمیقی در فرهنگ این کشور، به‌ویژه در مناطق روستایی آفریقای جنوبی، ریشه دوانده است. قوانین در تغییر رفتار اجتماعی مؤثر هستند، اما نیاز به تحولات بیشتری در نهادهای سراسر کشور وجود دارد تا نتایج ملموس‌تری ایجاد شود.
قانون خشونت خانگی شماره ۱۱۶ سال ۱۹۹۸ با هدف محافظت از قربانیان خشونت خانگی تدوین شد. این قانون بیانگر تعهد دولت آفریقای جنوبی به مقابله با خشونت خانگی است. این قانون از پلیس می‌خواهد هرگونه عمل خشونت خانگی را گزارش دهد و به آن‌ها اجازه می‌دهد هر متخلف احتمالی را دستگیر کنند. این قانون همچنین مشخص می‌کند که هر شکایتی می‌تواند به‌عنوان یک دستور حفاظتی برای دادگاه ثبت شود و نحوه رسیدگی سیستم قضایی به چنین دستوراتی را توضیح می‌دهد.
تجاوز زناشویی در آفریقای جنوبی اغلب به‌عنوان میراثی از آپارتاید دیده می‌شود. وجود فرهنگ سلطه، قدرت و پرخاشگری منجر به افزایش موارد تجاوز می‌شد. پژوهشگران معتقدند تجاوز با بی‌عدالتی نژادی در سیستم آپارتاید درهم‌تنیده است. تاریخ‌نگاران دریافته‌اند که در زمان تحقیق دربارهٔ فرهنگ تجاوز در آفریقای جنوبی در آن دوره، این مسئله چنان رایج بود که جوامع آن را به‌عنوان بخشی از زندگی روزمره پذیرفته بودند. بسیاری از زنان از اعتراف به تجاوز زناشویی شرم داشتند، زیرا دولت و جامعه تحت سیطره قدرت مردسالارانه اداره می‌شد.

### آزار و اذیت فعالان
در دهه ۱۹۵۰، فعالان فدراسیون زنان آفریقای جنوبی (FSAW) به همراه اعضای کنگره ملی آفریقا (ANC)، حزب کمونیست آفریقای جنوبی و دیگر سازمان‌ها به اتهام خیانت محاکمه شدند.

## چالش‌ها
بر اساس پژوهش‌هایی دربارهٔ تاریخچه فدراسیون زنان آفریقای جنوبی، در ابتدا مبارزه زنان در آفریقای جنوبی به‌عنوان یک مسئله دوجانبه دیده می‌شد: نخست، مسئله آپارتاید که علیه غیر سفیدپوستان تبعیض ایجاد می‌کرد، و دوم، مسئله قوانین و نهادهایی که علیه زنان تبعیض روا می‌داشتند. در زمان آپارتاید، زنان رنگین‌پوست با نابرابری‌های قابل‌توجهی مواجه بودند، زیرا عضو هر دو گروه سرکوب‌شده بودند. زنان رنگین‌پوست علاوه بر خشونت ساختاری ناشی از تبعیض علیه غیر سفیدپوستان، با نابرابری‌هایی که برای همه زنان فرض می‌شد نیز مواجه بودند. ستم‌هایی که زنان رنگین‌پوست متحمل می‌شدند، بر جایگاه اقتصادی-اجتماعی آن‌ها نیز تأثیر می‌گذاشت؛ به‌طوری که طبقه کارگر تقریباً به‌طور کامل از زنان رنگین‌پوست تشکیل شده بود و این زنان را با سه نوع ستم و تبعیض مجزا مواجه می‌کرد. علاوه بر این، زنان رنگین‌پوست جمعیت اصلی مشغول در بخش‌های کشاورزی و خدمات بودند؛ دو بخشی که تا سال ۱۹۹۴ تحت پوشش قوانین حمایتی کار قرار نداشتند. برای چندین دهه، مبارزه علیه آپارتاید و اعتراضات مرتبط با آن بر ابتکارات برابری جنسیتی اولویت داشت. پس از لغو آپارتاید در سال ۱۹۹۱ و گذار به دموکراسی در سال ۱۹۹۴، توجه بیشتری به حقوق زنان معطوف شد.
برخی استدلال کرده‌اند که فمینیسم در آفریقای جنوبی اغلب با زنان سفیدپوست طبقه متوسط مرتبط بوده است. برای آفریقایی‌های سیاه‌پوست، پذیرش فمینیسم ممکن است گاهی به‌عنوان یک موضع حساس تلقی شود؛ زیرا فمینیسم به‌عنوان یک مفهوم وارداتی از استعمار، سفیدپوستانه و متعلق به طبقه متوسط دیده می‌شود. با این حال، فمینیست‌های زن سیاه‌پوست آفریقایی معاصر، مانند تولی مادونسلا، نیز وجود دارند.
به‌طور کلی، فمینیسم در آفریقای جنوبی با واکنش‌های متفاوتی مواجه شده است. برخی از این تلاش حمایت می‌کنند و پیشرفت زنان را به‌عنوان مسئله‌ای موازی با پیشرفت و رهایی ملت می‌بینند. دیگران جنبش فمینیستی را رد می‌کنند، زیرا معتقدند این جنبش شیوه‌های سنتی مردسالارانه و اقتدار مردانه در آفریقای جنوبی را تهدید می‌کند.

## سازمان‌های فمینیستی
در حالی که هیچ سازمان مرکزی واحدی برای زنان در آفریقای جنوبی وجود ندارد، آنچه به‌عنوان جنبش زنان شناخته می‌شود، مجموعه‌ای از سازمان‌های غیردولتی پراکنده است؛ مانند «مردم مخالف آزار زنان»، «عدالت جنسیتی سونکه» و «جنبش پیشرو زنان آفریقای جنوبی». سازمان‌های زنان در آفریقای جنوبی نه‌تنها برای رهایی زنان، بلکه برای رهایی ملی از تاریخ نژادی این کشور مبارزه می‌کنند؛ زیرا یکی از این رهایی‌ها بدون تحقق دیگری به‌طور کامل ممکن نیست.
سازمان‌هایی که در تاریخ نقش مهمی در ارتقای حقوق و امتیازات زنان آفریقای جنوبی ایفا کرده‌اند عبارت‌اند از:
- فدراسیون زنان آفریقای جنوبی (FSAW): گروهی از زنان که در اعتراض به قوانین تبعیض‌آمیز که برای محدود کردن حرکت زنان رنگین‌پوست طراحی شده بود، فعالیت می‌کردند.
- لیگ زنان کنگره ملی آفریقا (ANCWL): این سازمان ابتدا در سال ۱۹۴۸ تأسیس شد و در دهه ۱۹۹۰ دوباره احیا شد، با هدف سازمان‌دهی زنان در زمینه سیاسی و به‌ویژه در چارچوب کنگره ملی آفریقا. امروزه، ANCWL به‌عنوان بخشی از بازوی استخدام کنگره ملی آفریقا مورد انتقاد قرار گرفته است.
- ائتلاف ملی زنان (WNC): این سازمان در اوایل دهه ۱۹۹۰ با هدف وارد کردن موضوع برابری جنسیتی به گفتمان عمومی تأسیس شد.[۲]
- فدراسیون زنان آفریقای جنوبی (FSAW): این سازمان در سال ۱۹۵۴ برای تجمیع تمامی سازمان‌های مرتبط با زنان در آفریقای جنوبی تأسیس شد.

سایر سازمان‌های ملی و منطقه‌ای شامل موارد زیر هستند:
- جنبش پیشرو زنان آفریقای جنوبی (PWMSA): جنبشی ملی برای زنان که در سال ۲۰۰۶ تأسیس شد.
- بحران تجاوز (RC): سازمان غیردولتی فمینیستی مستقر در استان کیپ غربی که برای برابری جنسیتی و آزادی از خشونت مبتنی بر جنسیت فعالیت می‌کند.